# David Coote
David Coote (Nottinghamshire, 11 luglio 1982) è un ex arbitro di calcio inglese.

## Carriera
Coote ha iniziato ad arbitrare all'età sedici anni. Prima di essere promosso alla National League, ha arbitrato in diverse serie minori inglesi, tra cui nella Notts Alliance League, nella Northern Counties East Football League, nella Northern Premier League e nella Conference North. Nel 2010 ottiene la promozione alla Football League, la seconda serie inglese. Nel maggio 2014 dirige la sua prima finale in carriera, quella degli spareggi della Football League One 2013-2014 allo stadio di Wembley, tra Leyton Orient e Rotherham Utd. Ottiene l'esordio in Premier League il 28 aprile 2018, dirigendo Newcastle Utd-West Bromwich, terminata 1-0.
Il 14 febbraio 2023 viene designato per dirigere la finale di EFL Cup 2022-2023 Manchester Utd-Newcastle Utd, terminata 2-0.
Nel marzo 2024 la FIFA lo ha convocato nel ruolo di VAR per il torneo di calcio dei Giochi della XXXIII Olimpiade in programma a Parigi e in altre sei città tra luglio e agosto 2024.
Il 23 aprile 2024 la UEFA lo convoca per il campionato d'Europa 2024 in Germania, nel ruolo di VAR insieme al collega Stuart Attwell, agli arbitri Michael Oliver e Anthony Taylor, e agli assistenti Stuart Burt, Dan Cook, Gary Beswick e Adam Nunn.